# Taiyutyla
Taiyutyla – rodzaj dwuparców z rzędu Chordeumatida i  rodziny Conotylidae.
Dorosłe formy tych dwuparców mają od 6 do około 12 mm długości i tułów złożony z 30 pierścieni, z których pierwszy (collum) nie nakrywa głowy. Pola oczne składają się najwyżej z 20, ale nie mniej niż 10 oczu prostych. Czwarty człon czułków jest krótszy niż piąty. Ósma i dziewiąta para odnóży samca przekształcona jest w gonopody. Przednia para gonopodów jest większa od tylnej, płytkowato spłaszczona, niekiedy z wyrostkami lub blaszkami, całkowicie otoczona przez swoje silnie zesklerotyzowane sternum, w którego bocznych zagłębieniach leżą wyraźne przetchlinki. Sternum tylnych gonopodów jest na przedzie szerokie i głębokie, zaś z tyłu wąskie i wstążkowate; znajdują się na nim okrągłe wgłębienia w których proksymalno-bocznych częściach leżą przetchlinki. Tylna para gonopodów może mieć formę płytkowatą lub być podzielona na dwie główne gałązki.
Wije te występują wyłącznie w Ameryce Północnej, na terenie Kanady i Stanów Zjednoczonych, głównie pasmach górskich wzdłuż zachodniego wybrzeża.
Należy tu 17 opisanych gatunków:

- Taiyutyla benedictae Shear, 1976
- Taiyutyla clarki Shear, 1976
- Taiyutyla clatsop Shear, 1976
- Taiyutyla corvallis Chamberlin, 1952
- Taiyutyla curvata Loomis & Schmitt, 1971
- Taiyutyla extorris (Shear, 1971)
- Taiyutyla francisca Shear, 1971
- Taiyutyla glomerata (Harger, 1872)
- Taiyutyla lewisi Shear, 1976
- Taiyutyla lupus Shear, 2004
- Taiyutyla millicoma Shear, 1976
- Taiyutyla napa Shear, 1971
- Taiyutyla prefemorata Shear, 1976
- Taiyutyla shawi Shear, 2004
- Taiyutyla simplex Shear, 1976
- Taiyutyla trifurca Shear, 1978
- Taiyutyla variata Shear, 1976